# Prigi (Kebonagung)
Prigi is een bestuurslaag in het regentschap Demak van de provincie Midden-Java, Indonesië. Prigi telt 1961 inwoners (volkstelling 2010).